# Carlos Dotor
Carlos Dotor González (Madrid, 15 marzo 2001) è un calciatore spagnolo, centrocampista del Malaga in prestito dal Celta Vigo.

## Carriera
Dotor ha iniziato la sua carriera con l'accademia giovanile del Rayo Majadahonda prima di unirsi a La Fábrica del Real Madrid nel 2015.
Il 20 luglio 2023 il Celta ha annunciato l'ingaggio di Dotor, con un contratto fino a giugno 2028.

## Statistiche

### Presenze e reti nei club
Statistiche aggiornate al 23 luglio 2024.
| Stagione        | Squadra         | Campionato      | Campionato | Campionato | Coppe nazionali | Coppe nazionali | Coppe nazionali | Coppe continentali | Coppe continentali | Coppe continentali | Altre coppe | Altre coppe | Altre coppe | Totale | Totale | Totale |
| Stagione        | Squadra         | Comp            | Pres       | Reti       | Comp            | Pres            | Reti            | Comp               | Pres               | Reti               | Comp        | Pres        | Reti        | Pres   | Reti   |        |
| --------------- | --------------- | --------------- | ---------- | ---------- | --------------- | --------------- | --------------- | ------------------ | ------------------ | ------------------ | ----------- | ----------- | ----------- | ------ | ------ | ------ |
| 2019-2020       | Real Madrid B   | SDB             | 1          | 0          |                 | -               | -               |                    | -                  | -                  |             | -           | -           | 1      | 0      |        |
| 2020-2021       | Real Madrid B   | SDB             | 24         | 4          |                 | -               | -               |                    | -                  | -                  |             | -           | -           | 24     | 4      |        |
| 2021-2022       | Real Madrid B   | PDR             | 35         | 10         |                 | -               | -               |                    | -                  | -                  |             | -           | -           | 35     | 10     |        |
| 2022-2023       | Real Madrid B   | PF              | 29         | 12         |                 | -               | -               |                    | -                  | -                  |             | -           | -           | 29     | 12     |        |
| 2023-2024       | Celta Vigo      | PD              | 17         | 0          | CR              | 2               | 0               |                    | -                  | -                  |             | -           | -           | 19     | 0      |        |
| Totale carriera | Totale carriera | Totale carriera | 106        | 26         |                 | 2               | 0               |                    | -                  | -                  |             | -           | -           | 108    | 26     |        |